# Alice Kochen
Alice Kochen war ein deutschsprachiger privater Koch-Fernsehsender der italienischen Sendergruppe LT Multimedia. Das Konzept lehnte sich an den seit dem Jahr 2000 bestehenden italienischsprachigen Fernsehsender Alice TV an. Alice Kochen wurde vom 16. Dezember 2013 bis 25. September 2015 über Astra 19 Grad Ost übertragen.

## Deutschsprachiges Programm
Das deutsche Fernsehprogramm war auf Deutsch in Deutschland, Österreich und der Schweiz per Satellit frei empfangbar. Es gab neben der Internetseite www.alicekochen.de auch eine über den Zeitschriftenhandel vertriebene Zeitschrift Alice Kochen.

## Einstellung der deutschen Sparte
Seit dem 25. September 2015 ist das Programm nicht mehr über Astra zu empfangen. Seit der Heftausgabe Juli/August 2015 erschienen keine weiteren deutschsprachigen Ausgaben mehr, die italienischen Monatsausgaben des Jahres 2015 dagegen ohne Unterbrechung. Die deutsche Internetseite leitet auf die italienische Website weiter.

## Programme und Moderatoren
- Pasta, pasta und pasta – Ela Weber, Mattia Poggi
- Alice Kochen – Daniele Persegani, Laura Carraro
- Buon appetito – Enrico Catapano, Marit Nissen
- Familientopf –  Maria e Lorenzo Patanè
- Masseria Sciarra –  Santo Pennisi, Lucia Sardo,
- La vespa Teresa – Maria Pia Timo
- Piacere pizza – Antonino Esposito,  Fabrizio Mangoni[4]